# Klimkovics Ferenc
Klimkovics Ferenc (Kassa, 1825. augusztus 21. – Budapest, 1890. április 9.) magyar festő, múzeumalapító.

## Életútja
A gimnázium elvégzése után, 1845-ben Egerbe ment, ahol arcképekre kapott  megrendelést. 1846-tól kezdve két éven át volt Marastoni Jakab pesti festőakadémiájának növendéke, majd beállt honvédnek és végig küzdötte a szabadságharcot. 1850-től Bécsben folytatta képzőművészeti tanulmányait. 1856-ig Magyarország különböző vidékein élt, oltár- és arcképeket festett. 1856 és 1859 között Párizsban dolgozott, majd hazatért Pestre. Testvérével, Bélával jó nevű képzőművészeti iskolát is működtetett Kassán (az egyik tanítvány Benczúr Gyula volt). 1860-ban ő festette a kassai Szent Erzsébet-dómban látható Szent Antal-képet. 1872-ben testvéreivel és édesapjával közösen megalakították a Felsőmagyarországi Múzeumegyletet. Ennek igazgatója, Klimkovics Béla, Ferenc bátyja közreműködésével megszervezte, és 1876. június 25-én megnyitották Kassán a Felső-Magyarországi Múzeumot(a későbbi Felvidéki Rákóczi Múzeum,) ma pedig Kelet-szlovákiai Múzeum a neve.

## Alkotásai

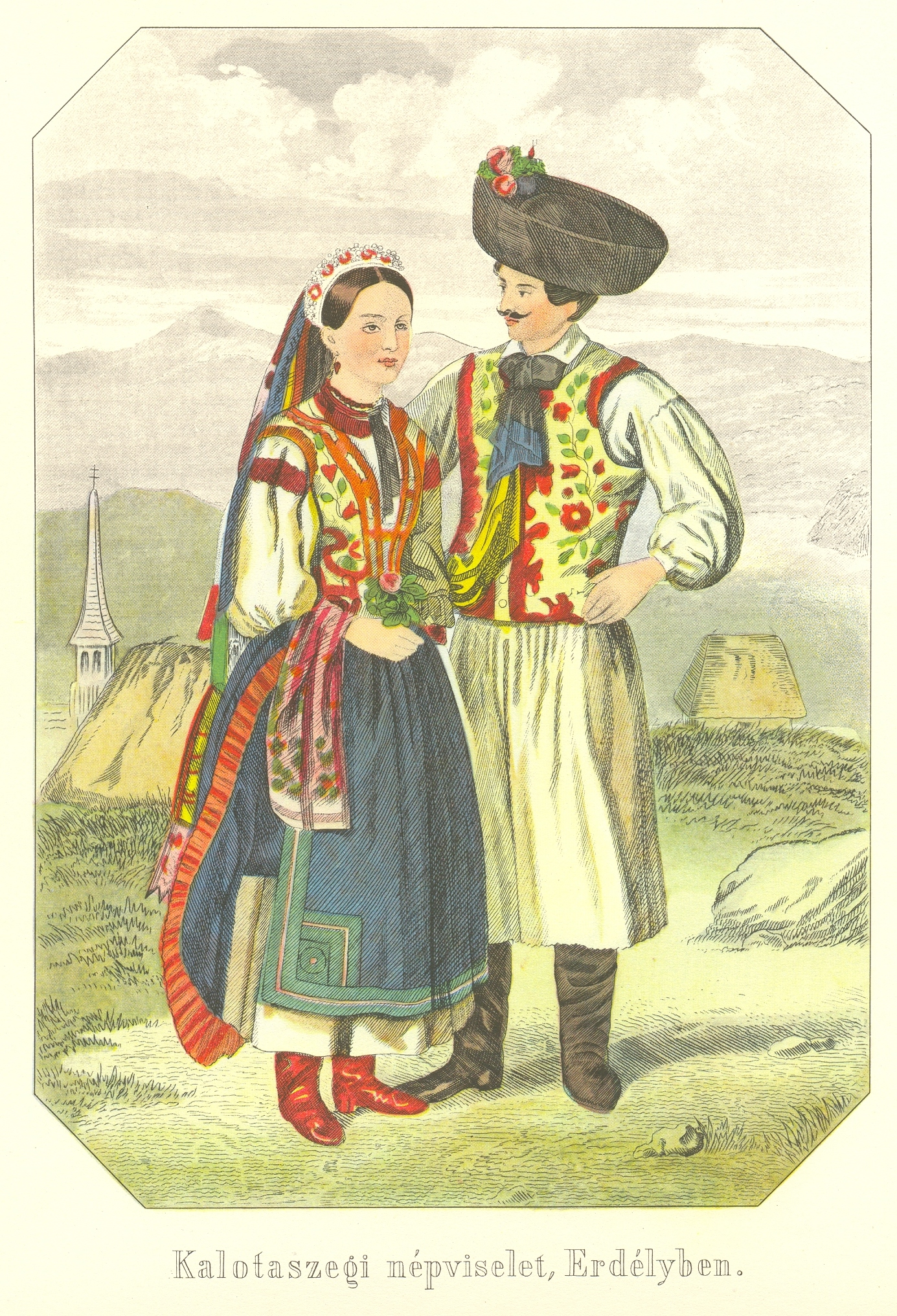
Kalotaszegi népviselet

Az utókorra maradt alkotásain főként magyarországi népviseletekkel és vidéki tájakkal, történelmi eseményekkel találkozhatunk (Salamon és László kibékülése Szent István sírjánál, 1083; Salamon király végpercei a Pola melletti barlangban). Megfestette Széchenyi István gróf, Mailáth György arcképét, Kakasfalva (Szepes vm.), Dunaföldvár templomának oltárképét.